# واژه‌نامه مینوی خرد
واژه‌نامه مینوی خرد کتابی است که توسط احمد تفضلی تنظیم و نوشته شده‌است. این کتاب نخستین بار توسط بنیاد فرهنگ ایران در سال ۱۳۴۸ خورشیدی چاپ و منتشر شده‌است. این کتاب شامل همهٔ واژه‌هایی که در متن مینوی خرد آمده‌است. برای تنظیم واژه‌نامه مینوی خرد اساساً از نسخهٔ خطی کپنهاگ K 43 استفاده شده‌است. هر لغت به خط پهلوی نوشته شده و تلفظ آن به الفبای لاتین مشخص گردیده، و در برابر هر لغت معنی آن به فارسی ذکر شده‌است. در پایان کتاب فهرستی از لغات پهلوی به خط لاتین ثبت شده و نیز فهرستی از لغات پازند و فارسی و غیره آمده‌است.
مینوی خرد یا روح عقل کتابی است به زبان پهلوی شامل یک مقدمه و ۶۲ پرسش که هر یک با سؤالی از دانا آغاز می‌شود و مینوی خرد یا روح عقل به آن پرسش‌ها پاسخ می‌دهد. مفصل‌ترین فصل آن پرسش اول است که بیش از نیمی از آن به سرنوشت روان پس از مرگ اختصاص داده شده‌است. بیشتر کتاب مربوط به مطالب اخلاقی است و از این جهت می‌توان آن را در ردیف اندرزنامه‌های پهلوی قرار داد اما به موضوعات اساطیری یا مطالب مربوط به آفرینش نیز جای جای اشاره رفته‌است. نام نویسنده و زمان تألیف کتاب مشخص نیست. از آنجائیکه در کتاب کوچکترین اشاره‌ای به عرب و اسلام نشده‌است و از جنگ و ستیز دائمی ترکان و رومیان با ایرانیان سخن رفته‌است و با توجه به این نکته که در زمان خسرو انوشیروان تألیف کتاب رواج بسزایی داشته‌است، بعید نیست که کتاب در دورهٔ خسرو انوشیروان تألیف شده باشد.